# Джованні Спадоліні
Джованні Спадоліні (італ. Giovanni Spadolini; нар. 21 червня 1925, Флоренція — пом. 4 вересня 1994, Рим) — італійський журналіст, історик, політик і державний діяч, очолював кабінет міністрів Італії з 28 червня 1981 по 1 грудня 1982 року.

## Життєпис
До 1949 включно, Джованні Спадоліні вивчав право на юридичному факультеті Флорентійського університету, а вже у віці 25 років став у цьому-ж навчальному закладі професором сучасної історії. Написав кілька книг історико-політичної тематики, де в основному були дослідження періоду Рісорджименто.
З 1955 по 1968 Джованні Спадоліні займав пост головного редактора регіональної італійської газети «il Resto del Carlino» у місті Болоньї. У 1968 році переїхав до Мілана до 1972 року пропрацював в національному виданні «Corriere della Sera».
У 1972, 1976 і 1979 обирався до Сенату Італії від Республіканської партії.
З 1974 по 1976 був членом кабінету міністрів, де виконував функції міністра навколишнього середовища та культурної спадщини. У 1979 знову повернувся в уряд як міністр народної освіти. Після смерті голови Республіканської партії Уго Ла Мальфа, в вересні 1979 року Спадоліні став його наступником і очолював республіканців по 1988 рік.
28 червня 1981 сформував і очолив кабінет міністрів, який проіснував по 1 грудня 1982 року.
Після відставки Спадоліні був обраний довічним сенатором. Він не залишив політику і брав активну участь у житті держави аж до самої загибелі 4 вересня 1994. Міністр оборони Італії (1983–1987).
З липня 1987 по квітень 1994 він був президентом Сенату Італії.